# William Petersen
William Louis Petersen (Evanston, Illinois; 21 de febrero de 1953) es un actor estadounidense. 

## Biografía

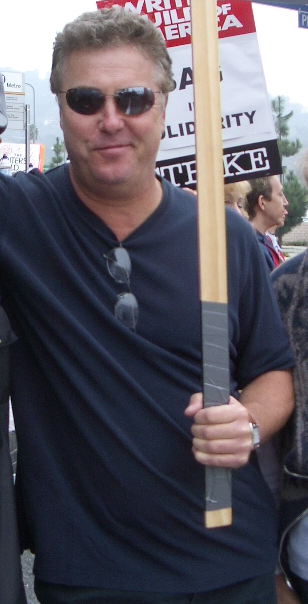
William Petersen, 2007.

Petersen se graduó de la preparatoria Bishop Kelly en Boise, Idaho en 1972. Fue aceptado en la Universidad de Idaho gracias a una beca para jugar al fútbol americano. En un intento por mejorar su promedio escolar en la universidad, Petersen tomó un curso de actuación que cambió el destino de su vida. En 1974 dejó la universidad junto con su novia Joanne Brady, y siguió a un profesor de drama en España donde desarrolló sus habilidades histriónicas como actor de Shakespeare. Concretamente estuvieron un año en la Universidad de Oñate (Guipúzcoa) donde nació su hija (en Mondragón) y por lo cual le pusieron de nombre Maite Nerea ("Mi amada" en Euskera). 
Petersen regresó a Idaho con la esperanza de convertirse en actor, pero tuvo poca suerte. Viajó a Chicago para vivir con unos parientes. Ahí comenzó su carrera y obtuvo su carné de actor. Actuó con la Compañía de Teatro Steppenwolf y fue cofundador del Remains Theater Ensamble el cual incluyó a los prominentes actores Gary Cole y Ted Levine. 
Su debut en el cine se produjo con un pequeño papel en 1981, en la película Thief. En 1986 obtuvo uno de sus mayores éxitos con la película Manhunter. 
En un gesto muy significativo de sus preferencias, Petersen rechazó un papel en la película Platoon de Oliver Stone, debido a que la filmación en Filipinas lo alejaría de su familia. En lugar de eso trabajó en Long Gone, una película para la televisión.
En 1998 protagonizó Gunshy "Un tipo peligroso", de Jeff Celentano donde hace de reportero y escritor fracasado que se traslada a Atlantic City donde un matón le enseña como es la vida en la calle.
En el año 2000 filmó The Contender donde Petersen representó el papel del gobernador Jack Hathway, un candidato a la Vicepresidencia sin escrúpulos. También actuó, sin aparecer en los créditos, en la película Mulholland Falls como un personaje que se encuentra al final en un violento recibimiento por policías de Los Ángeles.
Desde el año 2000 al 2009 protagonizaba la serie CSI: Crime Scene Investigation, en la que gracias al papel de Gil Grissom ha adquirido una gran relevancia. Debido a problemas de corazón, el papel de Petersen se ha reducido al mínimo, dejando finalmente el reparto de la serie en el episodio "One to Go" de la novena temporada. Aunque seguiría ligado a esta como productor.
Petersen, divorciado y con una hija, Maite, se casó con su novia de tiempo atrás Gina Cirone en junio de 2003.

## Filmografía
- Thief (1981)
- To Live and Die in L.A. (1985)
- Manhunter (1986)
- Amazing Grace and Chuck (1987)
- Long Gone (1987)
- Un Toque de Infidelidad (Cousins) (1989)
- Young Guns II (1990)
- Return to Lonesome Dove (1993)
- In the Kingdom of the Blind, the Man With One Eye Is King (1995)
- Fear (1996)
- The Beast (1996)
- 12 Angry Men (1998)
- The Rat Pack (1998)
- The Staircase (1998) (TV)
- Kiss the Sky (1999)
- The Skulls (2000)
- The Contender (2000)
- CSI: Crime Scene Investigation (2000- 2009)
- Haven (2001) (TV)
- CSI: Vegas (2021) (TV)